# Яльгелево
Яльгелево (рос. Яльгелево) — присілок у Ломоносовському районі Ленінградської області Російської Федерації.
Населення становить 1626 осіб. Належить до муніципального утворення Ропшинське сільське поселення.

## Географія
Населений пункт розташований на західній околиці міста Санкт-Петербурга.

## Історія
Населений пункт розташований на історичній землі Іжорія.
Згідно із законом від 24 грудня 2004 року № 117-оз належить до муніципального утворення Ропшинське сільське поселення.

## Населення
| 1862 | 2007  | 2010  |
| ---- | ----- | ----- |
| 70   | ↗1579 | ↗1626 |